# Церква святих Володимира і Ольги (Тернопіль)
Церква святих Володимира і Ольги в Тернополі — парафія і храм Тернопільсько-Зборівської архієпархії Української греко-католицької церкви в Тернополі (деканат м. Тернополя — Центральний).

## Історія церкви
Парафію утворено у 1995 році. У 1997 році відбулося освячення наріжного каменя під будівництво 13-купольного храму. Архітектором та головою парафіяльної ради був Данило Чепіль. На центральному куполі церкви встановлено фігуру ангела-хоронителя з хрестом.
У 2011—2012 роках парафію з візитацією відвідав митрополит і архиєпископ Василій Семенюк. У храмі зберігаються мощі святого Франциска.
При парафії діють такі спільноти та організації:
- Братства: Матері Божої Неустанної Помочі та «Апостольство молитви».
- Спільнота «Матері в молитві».
- Недільна та біблійна школи.
- Хорова студія «Дзвін».

На території церкви встановлено фігуру Матері Божої та хрест.

## Парохи
- о. Роман Цюпка (з 6 березня 1995),
- о. Ярослав Мартинюк (з 2007, сотрудник),
- о. Володимир Агрес (з 2010, сотрудник).

## Світлини

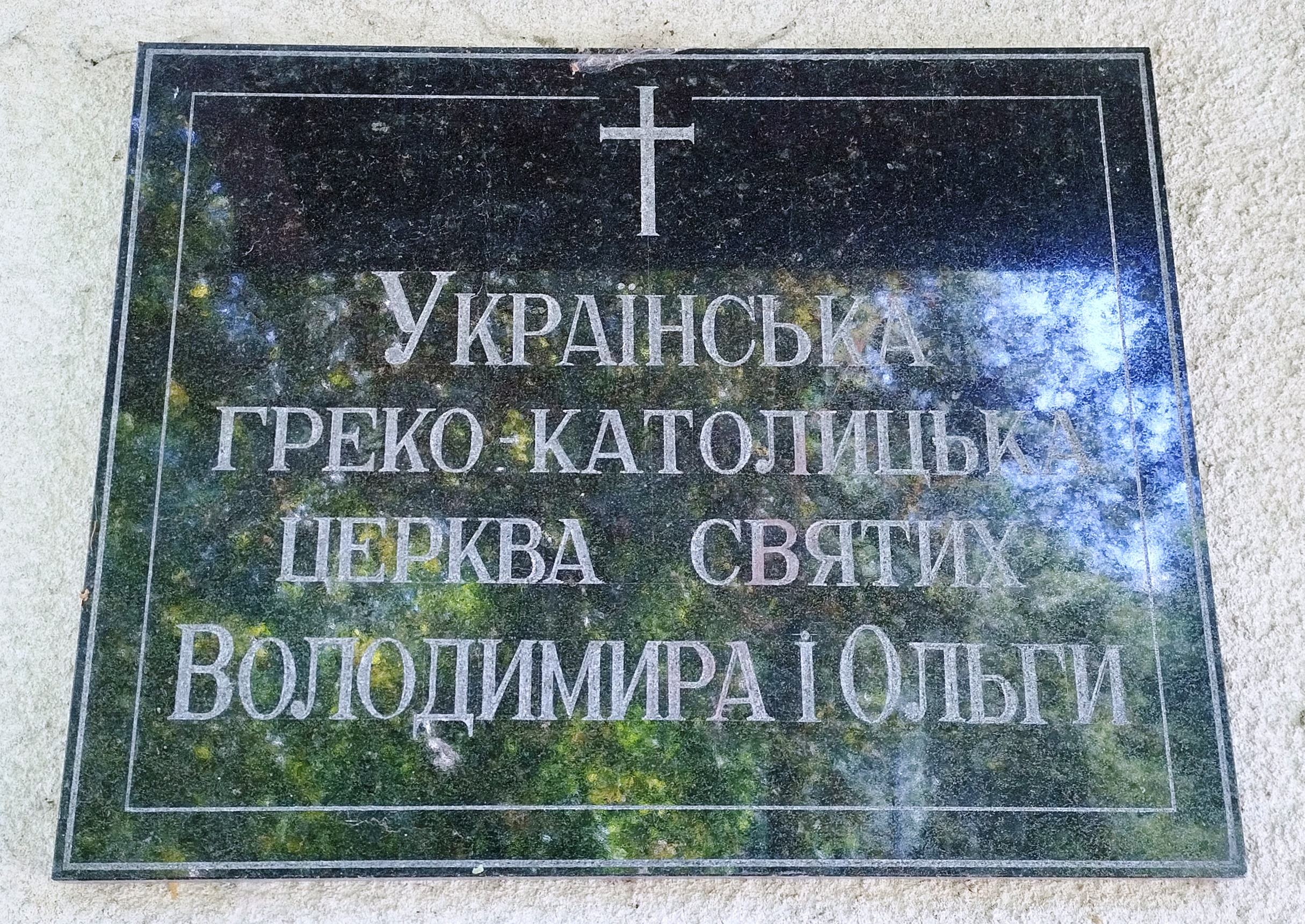
Табличка на храмі